# 아레마 FC
아레마 FC(인도네시아어: Arema FC)는 자와티무르 주 말랑을 연고로 하는 인도네시아의 축구 클럽이다. 이 팀은 1987년에 창단되었으며, 현재는 리가 슈퍼 인도네시아에 참가하고 있다.
아레마 말랑은 인도네시아에서 성공한 축구 클럽 가운데 하나이자 가장 인기가 높은 팀으로 손꼽히고 있다.

## 성적
- 리가 슈퍼 인도네시아: 우승 1회 (2010)
- 피알라 인도네시아: 우승 2회 (2005, 2006), 준우승 2회 (1992, 2011)

## 선수 명단

### 현역
참고: FIFA 자격 규정에 따라 소속된 국가대표팀 국기를 표시합니다. 선수는 복수의 FIFA 비회원국 국적을 가지고 있을 수 있습니다.
| 번호 | 포지션 | 국적     | 이름          |
| ---- | ------ | -------- | ------------- |
| 5    | DF     |          | 탈레스 리라   |
| 6    | MF     | 콜롬비아 | 줄리안 게바라 |
| 20   | DF     |          | 최보경        |

| 번호 | 포지션 | 국적 | 이름     |
| ---- | ------ | ---- | -------- |
| 94   | FW     |      | 달베르토 |

## 역대 감독
| 감독          | 임기   |
| ------------- | ------ |
| 조엘 코르넬리 | 2024 ~ |